# رمیجان
رمیجان، روستایی در دهستان درز و سایبان بخش مرکزی شهرستان لارستان در استان فارس ایران است.

## جمعیت
بر پایه سرشماری عمومی نفوس و مسکن در سال ۱۳۹۵، جمعیت این روستا برابر با ۸۳ نفر (۲۰ خانوار) بوده است.